# Tipula thibetana
Tipula thibetana är en tvåvingeart som beskrevs av De Meijere 1904. Tipula thibetana ingår i släktet Tipula och familjen storharkrankar. Inga underarter finns listade i Catalogue of Life.